# Cremnorrhinus
Cremnorrhinus is een geslacht van wantsen uit de familie van de Miridae (Blindwantsen). Het geslacht werd voor het eerst wetenschappelijk beschreven door Odo Reuter in 1880.

## Soorten
Het genus is monotypisch en bevat alleen de volgende soort:

- Cremnorrhinus basalis Reuter, 1880